# Suwak Awe
Suwak Awe is een bestuurslaag in het regentschap Aceh Barat van de provincie Atjeh, Indonesië. Suwak Awe telt 481 inwoners (volkstelling 2010).